# Faro di Ruhnu
Il faro di Ruhnu (in estone: Ruhnu tuletorn) è un faro situato sull'isola di Ruhnu (nel Golfo di Riga) in Estonia.

## Storia
La prima menzione di un faro situato sull'isola di Ruhnu risale al 1646. L'attuale faro è stato realizzato nel 1877 dalla Forges et Chantiers de la Méditerranée, una società con sede in Francia. La struttura del faro è realizzata in metallo, sostenuta da quattro controforti. Il faro aveva una galleria e una sentry gun, che fu distrutta durante la prima guerra mondiale. Il faro fu ricostruito nel 1937.